# خليل صابات
د. خليل صابات (1919 - 2001)، أستاذ الصحافة الأسبق بكلية الإعلام.
من مواليد 3/6/1919 بالقاهرة. حاصل على ليسانس آداب قسم اللغة الفرنسية عام 1931، ودبلوم معهد التحرير والترجمة والصحافة، ودبلوم معهد التربية العالي، ودكتوراه في الآداب من معهد التحرير والترجمة والصحافة بجامعة القاهرة. عمل مدرسا للغة الفرنسية بالمدارس الثانوية الحكومية منذ عام 1942 وحتى عام 1950م. عمل مدرسا مساعدا بمعهد التحرير والترجمة والصحافة بكلية الآداب جامعة القاهرة عام 1954 وحتى عام 1993م. تدرج بوظائف هيئة التدريس حتى وصل إلى درجة أستاذ بكلية الإعلام جامعة القاهرة
اختير عضوا بالمجلس الأعلى للصحافة، وعضوا بالمجالس القومية المتخصصة شعبة الإعلام، وعضوا بالمركز القومي للبحوث الاجتماعية والجنائية، وعضوا للجنة الاقتصادية باتحاد الإذاعة والتليفزيون. تخرج على يديه المئات من الإعلاميين والصحفيين المصريين والعرب. أشرف على العديد من رسائل الماجستير والدكتوراه
له العديد من المؤلفات من بينها:
- تاريخ الطباعة في الشرق العربي، 2001م،
- الصورة الفوتوغرافية في مجالات الاعلام،
- الصحافة: رسالة، استعداد، فن، علم، 1959م،
- وسائل الاتصال نشأتها وتطورها، 1976م،
- الصحافة مهنة ورسالة، 1977م،
- الإعلان تاريخه أسسه وقواعده وفنونه وأخلاقياته، 1987م
- تاريخ مطبعة بولاق،
- حرية الصحافة في مصر من 1798 - 1924،
- الصحافة الإقليمية في مصر: نشأتها وتطورها (1886 - 1986)، 1988م
- شارك في العديد من المؤتمرات الدولية
- حصل على وسام الاستحقاق الوطني من درجة فارس من رئيس الجمهورية الفرنسية عام 1982
- حصل على وسام الجمهورية من الطبقة الثانية عام 1982

## وفاته
توفي في 3 يونيو 2001م.